# Zanthoxylum foliolosum
Zanthoxylum foliolosum es una especie de planta trepadora perteneciente a la familia de las rutáceas.

## Descripción
Es una liana que crece hasta el dosel del bosque o un bejuco que forma matas, con troncos y ramas armadas de acúleos, las ramitas y raquis con numerosas espinas curvadas. Las hojas alternas e imparipinnadas, de 10.5-25 cm de largo, con 17-43 folíolos 17-43,  oblongos, de 0.7-2 cm de largo y 0.5-1.1 cm de ancho, ápice acuminado, redondeado u obtuso, la base redondeada, el margen serrado. Las inflorescencias en forma de panículas axilares, de 19 cm de largo. Las semillas de 4-5 mm de largo.

## Distribución y hábitat
Es una especie rara, se encuentra  en los bosques húmedos, de la zona norcentral; a una altitud de 1200–1500 metros, desde México a Nicaragua.

## Taxonomía
Zanthoxylum foliolosum fue descrita por John Donnell Smith y publicado en Botanical Gazette 18(2): 1, en el año 1893.
Sinonimia
- Fagara elegantissima Engl.
- Zanthoxylum elegantissimum (Engl.) P.Wilson
- Zanthoxylum limoniodorum Standl.
- Zanthoxylum nubium Standl. & Steyerm.
- Zanthoxylum suaveolens Lundell[2]